# Halvdan snälle
Halvdan snälle (fornvästnordiska Hálfdan snjalli) var en skånsk sagokung som tillhör 600-talet. Han omnämns i genealogier i Hervarar saga och i Hversu Noregr byggðist, där han sägs ha varit far till imperiebyggaren Ivar vidfamne. Enligt Hversu var han i femtonde led en ättling av Odens son Sköld, som var Sköldungaättens stamfader. Halvdans far var Harald den gamle (Haraldr gamli), sonson till Hroar Halvdansson (Hróarr Hálfdanarson) som tycks vara identisk med Beowulfkvädets kung Hroðgar. Halvdans mor hette Hild, enligt Hervarar saga, men i Hversu kallas hon Hervör. Enligt båda var hon dotter till  Heidrek ulvhamn (Heiðrekr úlfhamr), kung över Reidgotaland, som var son till kung Angantyr, känd för att i ett ohyggligt slag som varade i åtta dagar ha krossat hunnernas välde.
Snorre Sturlasson uppger i Ynglingasagan att Halvdan snälle var bror till Gudröd Skånekung, som var gift med Åsa illråda – Ingjald illrådes dotter. Åsa ”vållade” att Gudröd dräpte sin bror Halvdan och sedan orsakade hon även maken Gudröds död, skriver Snorre, men han förklarar inte hur eller varför detta skedde.
Eftersom Halvdan snälle också i Ynglingasagan sägs vara far till Ivar vidfamne, beskrivs mordet på Halvdan som startpunkten för Ivars stora välde. Efter Gudröds fall gjorde sig Ivar till kung över Skåne, och för att hämnas sin far angrep han sveaväldet som erövrades. Ingjald och Åsa begick självmord. Därefter fortsatte Ivar av bara farten att erövra Danmark, Kurland, Saxland och alla länder fram till Gårdarike. I väster sträckte sig hans rike till Northumberland.

## Tillnamnet
Ordet snjallr har flera betydelser. Eftersom vi inte känner till hur Halvdan snjalli fick sitt tillnamn – eller ens vet något om honom själv – är det egentligen omöjligt att säga hur namnet skall tolkas. Det enda som kan fastställas är den ram inom vilken en tolkning är möjlig. Finnur Jónsson föreslog att [hinn] snjalli skulle översättas ”den modige, raske”. Gabriel Turville-Petre väljer i sin engelska utgåva av Hervarar saga tolkningen ”the valiant”. Äldre svenska historiker ger Halvdan tillnamnet ”den snälle”. Lars Lönnroth kallar honom ”Halvdan raske”. Men förmodligen skulle tillnamnet även kunna översättas ”den kloke”, ”den duktige” eller den ”vältalige”.